# Накфа
Накфа (тигр. ናቕፋ) — невелике місто на півночі Еритреї. Валюта країни, еритрейська накфа, названа ім'ям міста, яке було базою для Народного фронту звільнення Еритреї під час війни за незалежність від Ефіопії. Місто є центром однойменного району зоби (провінції) Семіен-Кей-Бахрі.

## Історія
Під час військових дій, місто було полем запеклих боїв, внаслідок чого було майже повністю зруйноване, залишилася тільки мечеть. В той час під землею виникло своєрідне підземне місто, яке мало свої лікарні, типографії, заводи, радіостанції та коледж. Місто оточують траншеї, які збереглися після війни.